# Véronique Patteeuw
Véronique Patteeuw (Borgerhout, 1974) is een Belgisch docent, onderzoeker en schrijver. Haar werk focust op postmoderne architectuur en de representatie van architectuur. Sinds 2005 is ze academisch redacteur van het tijdschrift OASE.

## Loopbaan
Patteeuw is sinds 2012 actief als docent en onderzoeker aan de Ecole Nationale Supérieure d’Architecture et du Paysage Lille. Ze is als expert betrokken bij verschillende culturele organisaties in België, zoals Architecture Workroom Brussels, het CIVA, Bozar en A+.

## Publicaties
Patteeuw schrijft regelmatig in architectuurtijdschriften. Ze publiceerde samen met Léa-Catherine Szacka in 2017 het werk Mediating Messages over de rol van tijdschriften en tentoonstellingen bij de totstandkoming van postmoderne architectuur. Haar doctoraat, getiteld Architectes sans architecture (2016), wijdde ze aan het discours van Franse architecten/intellectuelen van de periode 1958-1974 in de tijdschriften en publicaties van hun tijd.
- Bibsys: 2107819
- Bibliothèque nationale de France: cb14567839r (data)
- Catàleg d'autoritats de noms i títols de Catalunya: 981060408797906706
- Gemeinsame Normdatei: 123400030X
- International Standard Name Identifier: 0000 0001 1665 842X
- Library of Congress Control Number: nb2003018186
- Nationale Bibliotheek van Letland: 000085116
- Bibliotheek van het Japanse parlement: 01019617
- Nationale Bibliotheek van Israël: 987007437172305171
- Nationale en Universitaire bibliotheek Zagreb: 000751341
- Nederlandse Thesaurus van Auteursnamen: 241879930
- Réseau des bibliothèques de Suisse occidentale: 02-A009385770
- Système universitaire de documentation: 075779285
- Virtual International Authority File: 69173628
- WorldCat: E39PCjJThmkCT7FmHgRKW473jP